# Cockrock
Cock rock ('pikrock') is een subgenre van rockmuziek dat een agressieve vorm van de mannelijke seksualiteit benadrukt. Het ontwikkelde zich als muziekgenre in de latere jaren zestig, en werd vooral populair in de jaren zeventig en tachtig. Aanvankelijk, nadat de term cock rock opdook in een in 1970 anoniem gepubliceerd feministisch artikel in het New Yorkse undergroundtijdschrift Rat, werd het gebruikt als een synoniem voor hardrock.
Het tegenovergestelde van cock rock is de feministisch geïnspireerde frock rock, die zich in de jaren zeventig en tachtig met zachtere en alternatieve muziek verzette tegen het fallische gitaargeweld van de mannelijke hardrockers.